# عبدالمجید (نام کوچک)
عبدالمجید به معنای بنده خداوند مجید، از نام‌های ویژه مردان است و ممکن است به این افراد اشاره نماید:
- سید عبدالمجید کیانی
- عبدالمجید بقایی
- عبدالمجید یکم
- عبدالمجید دوم
- عبدالمجید سپاسی
- عبدالمجید فیروز
- عبدالمجید عین‌الدوله
- عبدالمجید الشتالی
- عبدالمجید الظلمی
- عبدالمجید بویبوض
- عبدالمجید بوربو
- عبدالمجید لمریس
- عبدالمجید شجاع
- عبدالمجید مجیدی